# 山下三郎 (政治家)
山下 三郎（やました さぶろう、1930年（昭和5年）1月1日 - ）は、日本の政治家。元広島県廿日市市長（4期）。広島市への原子爆弾投下における被爆者の一人。

## 生い立ちと被爆体験
幼時に両親を失い、広島県佐伯郡宮内村の山下家に養子として入った。
旧制山陽中学校（後の山陽高等学校の前身校）の生徒だった15歳のとき、学徒動員されていた先の広島市内の工場で被爆した。

## 経歴
戦後、一時期は県職員として働いたり、農業に従事していた。
1955年、25歳で宮内村議会議員となり、以降、合併などにより、廿日市町議会議員、廿日市市議会議員を歴任した後、1991年に廿日市市長に初当選し、以降4期を務めた。この間、佐伯中央農協理事、道路管理会社社長、廿日市市議会議長、市土地開発公社理事長などの役職を歴任した。
1991年の初当選、1995年の再選は、いずれも無投票での当選であった。1999年の3選では共産党公認、2003年の4選では無所属の対立候補に、いずれも大差をつけて当選した。
山下は、被爆者としての証言活動を、市長になる前から、長く続けていたが、市長在任中も、「被爆市長」として、小学校や、各種の集会に出向いて被爆体験講演を続け、2005年には、国連本部における核不拡散条約 (NPT) 再検討会議の際に、日本非核宣言自治体協議会副会長としてニューヨークに出向き、被爆体験を語った。また、近隣に位置する岩国基地の増強には反対の姿勢を貫いた。
山下市政の時代には、自由民主党から新社会党まで、ほぼオール与党という体制の下で、広島県西部のベッドタウンとしての人口増、平成の大合併による市域の拡大などを受け、大規模な公共事業が多く取り組まれたが、それによって市の財政は悪化したとされる。後継の市長には、副市長だった眞野勝弘が当選した。
日本赤十字広島看護大学の誘致や、二次にわたる広域合併を通した市域の拡大も、市長在任中の業績に挙げられる。
市長引退後は、広島県社会福祉協議会会長などを務めた。
2005年には、私家版の自叙伝『地方自治一筋に : 政治生活50年の歩み：山下三郎自叙伝』を刊行した。

## 栄典
2008年春の叙勲では、旭日中綬章を受章した。

## 家族
山下家
- 息子・智之（さとし[16]、広島県議会議員[16]、会派・自由民主党広島県議会議員連盟[16]、1960年[16] - ）[17] - 2019年7月の参院選広島選挙区の大規模買収事件で、山下は河井克行から30万円を受け取ったと認め「買収目的の現金と感じた」と証言している[18]。後に山下は河井克行の事務所で返金している[18]。